# Назин, Василий Сергеевич
Василий Сергеевич Назин (01.12.1923, Рязанская область — 14.04.1998, Москва) — наводчик орудия 235-го гвардейского истребительно-противотанкового артиллерийского полка, гвардии сержант — на момент представления к награждению орденом Славы 1-й степени.

## Биография
Родился 1 декабря 1923 года в деревне Моры Ряжского уезда Рязанской губернии, деревня Мары Новодеревенского района Рязанской области,. Окончил 10 классов.
В октябре 1941 года был призван в Красную Армию. В боях Великой Отечественной войны с мая 1942 года. К лету 1944 года воевал разведчиком 235-го гвардейского истребительно-противотанкового артиллерийского полка, затем — наводчиком орудия той же части.
15 июля 1944 года в боях за село Монилувка гвардии красноармеец Назин огнём из станкового пулемета уничтожил свыше отделения пехоты противника, что позволило отразить его контратаку.
Приказом от 8 августа 1944 года гвардии красноармеец Назин Василий Сергеевич награждён орденом Славы 3-й степени.
18 января 1945 года в бою за местечко Жарки, гвардии сержант Назин, стреляя прямой наводкой, ликвидировал 2 пулеметные точки. 24 января в числе первых преодолел реку Одер у населенного пункта Эйхенрид и с ходу вступил в бой, уничтожив свыше 10 солдат и офицеров и пулеметную точку противника.
Приказом от 24 марта 1945 года гвардии сержант Назин Василий Сергеевич награждён орденом Славы 2-й степени.
2 мая 1945 года в бою за населенный пункт Блохвиу гвардии сержант Назин огнём из орудия рассеял и поразил более взвода противников. 6 мая в бою в районе населенного пункта Емлиц, ведя огонь прямой наводкой, поджег танк и подбил бронетранспортер с десантом автоматчиков.
Указом Президиума Верховного Совета СССР от 15 мая 1946 года за исключительное мужество, отвагу и бесстрашие, проявленные в боях с вражескими захватчиками гвардии сержант Назин Василий Сергеевич награждён орденом Славы 1-й степени. Стал полным кавалером ордена Славы.
В 1947 году был демобилизован. Жил в городе-герое Москве. Работал на заводе им. Лихачёва. Скончался 14 апреля 1998 года. Похоронен в Москве на Щербинском кладбище (участок №36).
Награждён орденами Отечественной войны 1-й степени, Славы 3-х степеней, медалями.
В городе Москве на доме № 6 по улице Затонной, где жил ветеран, установлена памятная доска. В Нагатинском районе города Москвы проводится традиционный турнир по мини-футболу, посвященный его памяти.